# Liste des ceintures périphériques et rocades en France

Le Boulevard périphérique de Paris (en orange), cœur du réseau routier français, au centre d'un réseau d'autoroutes et de voies express.

Cet article concerne une liste des ceintures périphériques et rocades françaises en fonction de la population de leur ville intra-muros et par ordre alphabétique. Il comprend essentiellement les périphériques et rocades du pays ayant leur propre article Wikipédia, les autres rocades de France sont listées à la fin de l'article.

En France, le régime de priorité et la vitesse maximale autorisée sur un périphérique dépendent de son classement en termes de voirie.
Les boulevards périphériques sont en général considérés comme des voies rapides urbaines : la voie est prioritaire et la vitesse y est limitée entre 70 et 90 km/h (dans quelques rares cas jusqu'à 110). Le périphérique parisien fait exception : classé en voie communale, la vitesse y est limitée à 70 km/h et la voie n'est pas prioritaire par rapport aux bretelles d'accès.
Le premier périphérique construit en France fut celui de Bayeux en 1944. À la suite du débarquement de juin, l'armée britannique cherchait à contourner rapidement le centre-ville et bâtit la rocade de Bayeux (le By-Pass) en trois semaines.

## Périphériques et rocades des villes françaises importantes (Population ≥ 100 000 habitants)

Périphérique lyonnais

Marseille

Périphérique Toulousain et autres voies rapides

Rocades périphériques de Rennes

- Amiens

- Angers

- Annecy

- Besançon

- Bordeaux :

- Caen

- Clermont-Ferrand

- Dijon

- Grenoble

- Le Mans

- Lille

- Limoges

- Lyon :

- Marseille :

- Metz

- Montpellier

- Nancy

- Nantes :

- Nice :

- Orléans

- Paris :

- Paris-La Défense

- Rennes

- Rouen

- Saint-Étienne

- Strasbourg

- Toulouse :

- Tours

## Périphériques et rocades des villes françaises moyennes (50 000 habitants ≤ Population ≤ 100 000 habitants)
- Bourges

- Cherbourg-en-Cotentin

- Cholet

- Laval

- Montauban

- Narbonne

- La Roche-sur-Yon

- Valence

## Périphériques et rocades des autres villes françaises (Population ≤ 50 000 habitants)
- Angoulême

- Blois

- Bourg-en-Bresse

- Castres

- Challans

- Fougères

- Royan

- Saint-Brieuc

- Saintes

- Saumur

## Périphériques et rocades en Outre-Mer
- Cayenne (Guyane)

- Fort-de-France (Martinique)

- Pointe-à-Pitre (Guadeloupe)

## Autres périphériques et rocades de France
Voici la liste des villes  qui en sont dotées :
Ajaccio, Albi, Alençon, Alès, Arles, Arras, Avignon, Avranches, Bayeux, Béziers, Brest, Brignoles, Calais, Carcassonne, Capesterre-Belle-Eau (Guadeloupe), Chalon-sur-Saône, Chambéry, Charleville-Mézières, Chartres, Châteauroux, Châtellerault, Colmar, Compiègne, Douai, Draguignan, Flers (Orne), Meaux, Gap, Lens, Libourne, Lorient, Mâcon, Mont-de-Marsan, Montluçon, Moulins, Nevers, Niort, Orange, Pau, Poitiers, Quimper, Riom, Roanne, La Rochelle, Rodez, Romans-sur-Isère, Saint-Denis (Réunion), Saint-Lô, Saint-Omer, Thionville, Troyes, Valenciennes, Vesoul, Vienne, Villeneuve-sur-Lot, Voiron.